# Pinon
 Pinon  es una población y comuna francesa, en la región de Picardía, departamento de Aisne, en el distrito de Laon y cantón de Anizy-le-Château.

## Demografía
| 1636 | 1807 | 1916 | 1941 | 1773 | 1711 |
| Para los censos de 1962 a 1999 la población legal corresponde a la población sin duplicidades (Fuente: INSEE [Consultar]) |      |      |      |      |      |